# Monasterio de la Trinidad de Gleden

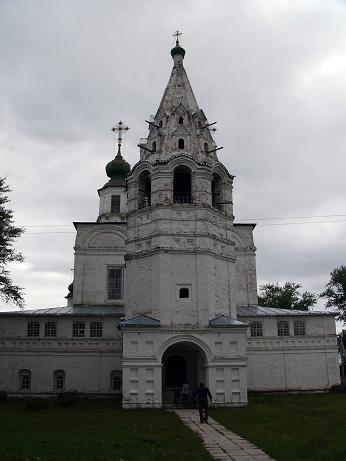
La iglesia de la Trinidad en el monasterio de la Trinidad de Gleden.

El monasterio de la Trinidad de Gleden (en ruso: Троице-Гледенский монастырь) es una antiguo monasterio ortodoxo ruso, hoy en día museo, situado a 4 km de Veliki Ústiug, en el óblast de Vólogda, en el norte de la Rusia europea. Se sitúa en la confluencia del río Sújona y el río Yug, donde se encontraba en la Edad Media el burgo de Gleden, fundado por Vsévolod III de Vladímir, príncipe de Vladímir (r. 1176-1212). Se instaló allí un monasterio de hombres a finales del siglo XII, dedicado a la santa Trinidad.
El monasterio de la Trinidad fue reconstruido entre finales del siglo XVIII y principios del siguiente y constituye un ejemplo notable de la arquitectura religiosa rusa de este periodo. Los mercaderes ricos de la guilda de Ústiug hicieron construir la iglesia de la Trinidad, la iglesia de Nuestra Señora de Tijvin con un refectorio (trápeznaya), la iglesia de la Asunción y una enfermería. En el siglo XVIII, la iglesia de la Trinidad fue conectada a la iglesia de Nuestra Señora de Tijvin por una galería.
El monasterio debió cerrar en 1841, y se reabrió en 1912 como convento de religiosos. En 1925, las autoridades bolcheviques los expulsaron y transformaron el monasterio en un campo de reeducación. Más tarde se convertiría en asilo de ancianos. A principios de los años 1980, el antiguo hospicio y monasterio fue dedicado a museo.